# 베티 버클리
베티 버클리(Betty Buckley, 1947년 7월 3일 ~ )는 미국의 배우, 가수이다.

## 출연 작품
- 이매지너리 (2024)
- 23 아이덴티티 (2016)
- 파이브 타임 챔피언 (2011)
- 노스트라다무스: 2012 (2009)
- 해프닝 (2008)
- 더 스케어 홀 (2004)
- 눈 블루 애플스 (2002)
- 러브 이즈 매직 (1999)
- 위험한 선택 (1996)
- 인플루언스 (1994)
- 와이어트 어프 (1994)
- 폭풍의 침묵 (1992)
- 보니와 클라이드 (1992)
- 베이비케이크 (1989)
- 또다른 여인 (1988)
- 실종자 (1988)
- 더 쓰리 위시스 오브 빌리 그리어 (1984)
- 텐더 머시스 (1983)
- 캐리 (1976)

### 텔레비전
- 아들과 딸들 (1977-81)
- L.A. 로 (1991)
- 오즈 (2001-03)
- 로앤오더: 성범죄 전담반 (2006)